# KOVC Sterrebeek

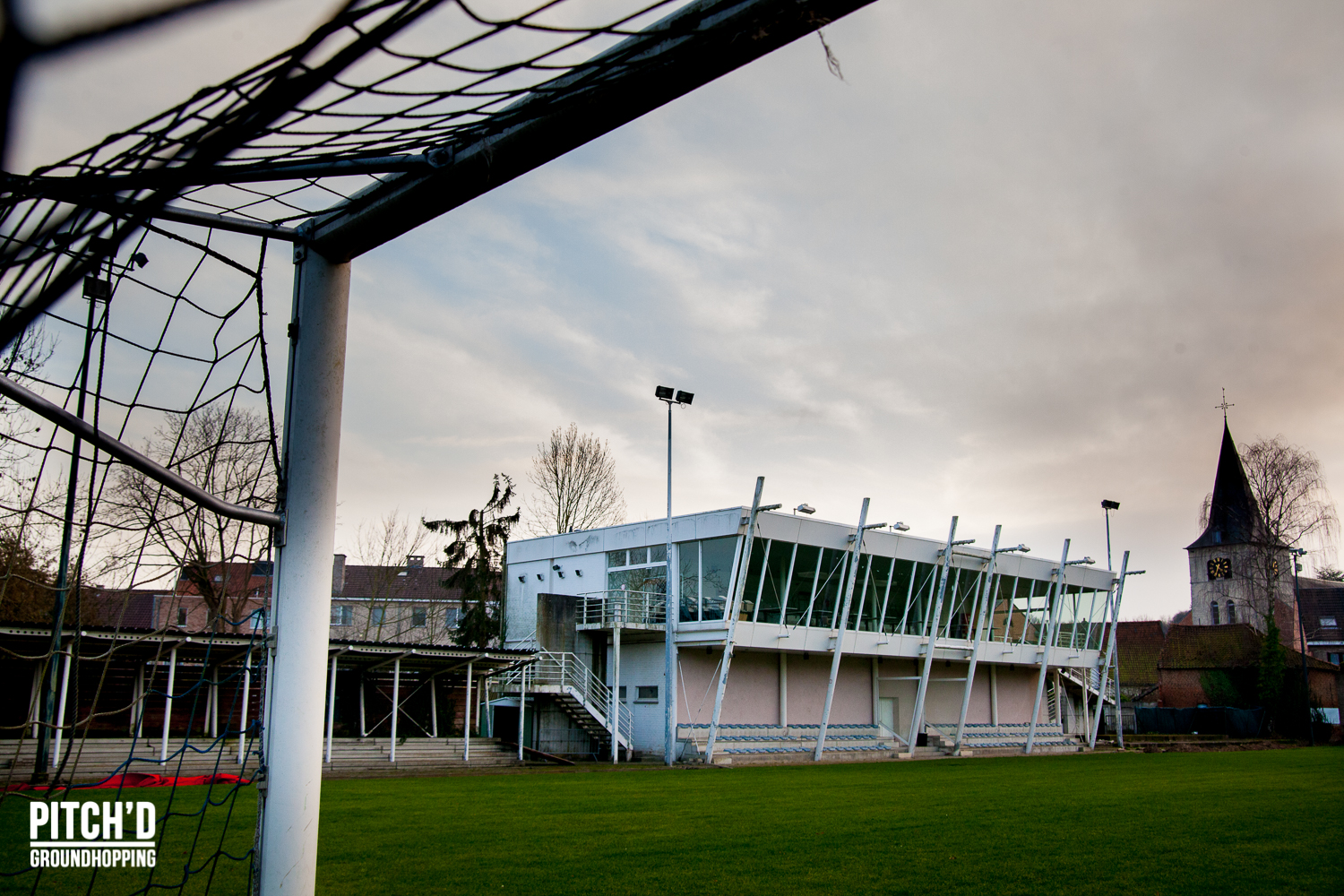
Stadion 't Kuipke in Sterrebeek

KOVC Sterrebeek is een Belgische voetbalclub uit Sterrebeek. De club is aangesloten bij de KBVB met stamnummer 1002 en heeft blauw en wit als kleuren.

## Geschiedenis
De club werd opgericht in 1925 en speelde eerst twee jaar in een lokale liga, de Ligue Bruxelloise. In 1927 maakte Sterrebeek de overstap naar de Belgische Voetbalbond, waar de club aantrad in de regionale reeksen. Omdat het oorspronkelijke terrein aan de Zeenstraat in 1933 tot bouwgrond werd verkaveld, verhuisde de club naar een terrein op de Achtbunders. In 1938 zakte de club naar het laagste niveau, na een seizoen waarin ze 130 tegendoelpunten had gekregen.
In de oorlogsjaren kende de club weer enkele successen, met een titel in 1940/41 en een provinciale titel voor het juniorenelftal. In 1954 werd de club koninklijk en in 1956 promoveerde Sterrebeek naar het hoogste provinciale niveau. Na vijf jaar in die reeks ging het echter bergaf en de club degradeerde in 1961 én 1962. Financieel, bestuurlijk en sportief had de club het moeilijk, maar de club kon zich herstellen en in de jaren 1970 bereikte ze weer Eerste Provinciale.
In 2012 werd KOVC Sterrebeek kampioen in Eerste Provinciale en kon zo opklimmen naar de laagste nationale reeks. Enkele jaren later deed ook de damesploeg van Sterrebeek dat.

## Resultaten

### Seizoenen A-ploeg (heren)
| Seizoen | Klasse | Klasse | Klasse | Klasse | Klasse | Klasse | Klasse | Klasse | Klasse | Reeks                | Punten | Opmerkingen                                                           |
|         | I      | I      | II     | III    | IV     | P.I    | P.II   | P.III  | P.IV   |                      |        |                                                                       |
| ------- | ------ | ------ | ------ | ------ | ------ | ------ | ------ | ------ | ------ | -------------------- | ------ | --------------------------------------------------------------------- |
| 2005/06 |        |        |        |        |        | 9      |        |        |        | Eerste Prov. Brab.   | 42     |                                                                       |
| 2006/07 |        |        |        |        |        | 5      |        |        |        | Eerste Prov. Brab.   | 47     |                                                                       |
| 2007/08 |        |        |        |        |        | 10     |        |        |        | Eerste Prov. Brab.   | 37     |                                                                       |
| 2008/09 |        |        |        |        |        | 12     |        |        |        | Eerste Prov. Brab.   | 36     |                                                                       |
| 2009/10 |        |        |        |        |        | 12     |        |        |        | Eerste Prov. Brab.   | 32     |                                                                       |
| 2010/11 |        |        |        |        |        | 6      |        |        |        | Eerste Prov. Brab.   | 48     |                                                                       |
| 2011/12 |        |        |        |        |        | 1      |        |        |        | Eerste Prov. Brab.   | 76     |                                                                       |
| 2012/13 |        |        |        |        | 5      |        |        |        |        | Vierde Klasse B      | 48     |                                                                       |
| 2013/14 |        |        |        |        | 8      |        |        |        |        | Vierde Klasse B      | 42     |                                                                       |
| 2014/15 |        |        |        |        | 10     |        |        |        |        | Vierde Klasse B      | 40     |                                                                       |
| 2015/16 |        |        |        |        | 4      |        |        |        |        | Vierde Klasse B      | 49     | In eerste ronde 3-1 verloren van SC Toekomst Menen                    |
|         | 1A     | 1B     | 1Nat   | 2Afd   | 3Afd   | P.I    | P.II   | P.III  | P.IV   |                      |        |                                                                       |
| 2016/17 |        |        |        |        | 12     |        |        |        |        | Derde amateur B      | 36     |                                                                       |
| 2017/18 |        |        |        |        | 16     |        |        |        |        | Derde amateur B      | 27     | Degradatie                                                            |
| 2018/19 |        |        |        |        |        | 16     |        |        |        | Eerste Prov. Brab.   | 12     | Degradatie                                                            |
| 2019/20 |        |        |        |        |        |        | 16     |        |        | Tweede Prov. B Brab. | 12     | Degradatie. Competitie stopgezet na speeldag 24 wegens coronapandemie |
| 2020/21 |        |        |        |        |        |        |        | –      |        | Derde Prov. C Brab.  | –      | Competitie stopgezet na speeldag 5 wegens coronapandemie              |
| 2021/22 |        |        |        |        |        |        |        | 3      |        | Derde Prov. C Brab.  | 58     |                                                                       |
| 2022/23 |        |        |        |        |        |        |        | 4      |        | Derde Prov. B Brab.  | 52     |                                                                       |
| 2023/24 |        |        |        |        |        |        |        | 3      |        | Derde Prov. C Brab.  | 58     |                                                                       |
| 2024/25 |        |        |        |        |        |        |        | 3      |        | Derde Prov. C Brab.  | 58     |                                                                       |
| 2025/26 |        |        |        |        |        |        |        |        |        | Derde Prov. B Brab.  |        |                                                                       |

### Seizoenen A-ploeg (dames)
| Seizoen | Reeks              | Niveau | Plaats | Punten | Beker       | Opmerkingen     |
| ------- | ------------------ | ------ | ------ | ------ | ----------- | --------------- |
| 2014/15 | Eerste provinciale | 5      | 1      | ?      | -           |                 |
| 2015/16 | Derde klasse B     | 4      | 1      | 64     | ?           |                 |
| 2016/17 | Tweede klasse B    | 3      | 3      | 52     | 1/8e finale |                 |
| 2017/18 | Tweede klasse      | 3      | 4      | 47     | ?           | laatste seizoen |